# Ottawa Hills
Ottawa Hills és una població dels Estats Units a l'estat d'Ohio. Segons el cens del 2000 tenia 4.564 habitants.

## Demografia
Segons el cens del 2000, Ottawa Hills tenia 4.564 habitants, 1.696 habitatges, i 1.307 famílies. La densitat de població era de 947,4 habitants per km².
Per edats la població es repartia de la següent manera: un 30,1% tenia menys de 18 anys, un 4,1% entre 18 i 24, un 19,7% entre 25 i 44, un 29,9% de 45 a 60 i un 16,2% 65 anys o més.
L'edat mediana era de 43 anys. Per cada 100 dones de 18 o més anys hi havia 89,2 homes.
La renda mediana per habitatge era de 100.000 $ i la renda mediana per família de 117.130 $. Els homes tenien una renda mediana de 84.029 $ mentre que les dones 40.801 $. La renda per capita de la població era de 58.846 $. Aproximadament l'1,4% de les famílies i el 2,1% de la població estaven per davall del llindar de pobresa.

## Poblacions properes
El següent diagrama mostra les poblacions més properes.